# Hyundai i20 R5
De Hyundai i20 R5 is een vierwielaangedreven rallyauto voor de R5-catogorie gebaseerd op de Hyundai i20. De rallyauto heeft een viercilinder 1.6-liter turbomotor die 280 pk levert. Hij maakte zijn officiële debuut in de Rally van Corsica 2016, in de WRC2-klasse. In de Rally van Ieper 2016 werd er een eerste test gedaan en werd de auto voorgesteld maar was hij nog niet gehomologeerd (nog niet klaar voor wedstrijden).